# لیگ برتر فوتبال انگلستان ۲۲–۲۰۲۱
لیگ برتر فوتبال انگلستان ۲۲–۲۰۲۱ سی‌امین دوره از مسابقات لیگ برتر، بالاترین سطح از فوتبال حرفه‌ای انگلیس بود که از سال ۱۹۹۲ برگزار می‌شود. این سومین فصلی بود که لیگ برتر از سیستم کمک داور ویدیویی (کمک داور ویدیویی(VAR)) استفاده می‌کرد. تاریخ آغاز و پایان فصل در ۲۵ مارس ۲۰۲۱ اعلام و برنامهٔ بازی‌ها در ۱۶ ژوئن ۲۰۲۱ منتشر شد.
منچستر سیتی با کسب قهرمانی در این فصل، ششمین قهرمانی خود در دوران لیگ برتر و هشتمین آنها را در فوتبال انگلستان به دست آورد.

## مرور فصل
منچستر سیتی مدافع عنوان قهرمانی بود که در فصل گذشتهٔ لیگ برتر، پنجمین قهرمانی خود را در به‌دست آورد. در حالی که هفته‌های پایانی از فصل ۲۰–۲۰۱۹ و تمامی بازی‌های فصل ۲۱–۲۰۲۰ بدون حضور تماشاگران برگزار شدند، با عبور از محدودیت‌های ناشی از شیوع کووید ۱۹، در این فصل از لیگ برتر، ورزشگاه‌ها با ظرفیت کاملشان پذیرای تماشاگران فوتبال و هواداران تیم‌ها بودند. این فصل دومین فصلی بود که تعطیلات نیم-فصل در تقویم آن گنجانده شده بود و در فاصله ۲۳ ژانویه تا ۷ فوریه ۲۰۲۲، مسابقه‌ای برگزار نشد.

## تیم‌ها
بیست تیم در لیگ رقابت خواهند کرد؛ هفده تیم برتر از فصل قبل و سه تیم که از دسته چمپیونشیپ ارتقا یافته‌اند. نوریچ با قهرمانی در چمپیونشیپ و واتفورد به عنوان نایب قهرمان این دسته، هر دو پس از یک سال غیبت به لیگ برتر بازگشتند.  برنتفورد دیگر تیم صعودکننده بود که پس از یک غیبت هفتاد و چهار ساله به سطح برتر فوتبال انگلستان بازگشت. آنها با کسب جایگاه سوم در دسته چمپیونشیپ به بازی‌های پلی‌آف رسیدند و در وهله اول بورنموث را با پیروزی ۳–۲ در مجموع دو بازی رفت و برگشت پشت سر گذاشتند و در بازی نهایی سوانزی سیتی را با دو گل شکست دادند تا اولین فصل حضورشان در دوران لیگ برتر ثبت شود. این سه تیم جایگزین فولام، وست برومویچ و شفیلد شدند که به ترتیب با قرار گرفتن در رده‌های هجده، نوزده و بیستم از فصل گذشته لیگ برتر به چمپیونشیپ سقوط کردند.
| رتبه | سقوط از لیگ برتر ۲۱–۲۰۲۰         |
| ---- | -------------------------------- |
| ۱۸.  | باشگاه فوتبال فولام              |
| ۱۹.  | باشگاه فوتبال وست برومویچ آلبیون |
| ۲۰.  | باشگاه فوتبال شفیلد یونایتد      |

| رتبه  | صعود از چمپیونشیپ ۲۱–۲۰۲۰ |
| ----- | ------------------------- |
| ۱.    | باشگاه فوتبال نوریچ سیتی  |
| ۲.    | باشگاه فوتبال واتفورد     |
| صعود. | باشگاه فوتبال برنتفورد    |

### ورزشگاه و موقعیت تیم‌ها
| تیم                                  | موقعیت            | ورزشگاه                    | گنجایش | عملکرد ۲۱–۲۰۲۰    |
| ------------------------------------ | ----------------- | -------------------------- | ------ | ----------------- |
| باشگاه فوتبال آرسنال                 | لندن (هالووی)     | ورزشگاه امارات             | ۶۰٬۲۶۰ | ۸ام               |
| باشگاه فوتبال نوریچ سیتی             | نوریچ             | ورزشگاه کارو رود           | ۲۷٬۲۴۴ | صعود از چمپیونشیپ |
| باشگاه فوتبال برایتون اند هوو آلبیون | برایتون اند هوو   | ورزشگاه فالمر              | ۳۰٬۶۶۶ | ۱۶ام              |
| باشگاه فوتبال برنلی                  | برنلی             | ورزشگاه تارف مور           | ۲۱٬۹۴۴ | ۱۷ام              |
| باشگاه فوتبال لیدز یونایتد           | لیدز              | ورزشگاه الاند رود          | ۳۸٬۳۰۴ | ۹ام               |
| باشگاه فوتبال چلسی                   | لندن (فولام)      | ورزشگاه استمفورد بریج      | ۴۰٬۸۵۳ | ۴ام               |
| باشگاه فوتبال کریستال پالاس          | لندن (سلهرست)     | ورزشگاه سلهارست پارک       | ۲۶٬۰۷۴ | ۱۴ام              |
| باشگاه فوتبال اورتون                 | لیورپول (والتون)  | ورزشگاه گودیسون پارک       | ۳۹٬۲۲۱ | ۱۰ام              |
| باشگاه فوتبال استون ویلا             | بیرمنگام          | ورزشگاه ویلا پارک          | ۴۲٬۰۰۰ | ۱۱ام              |
| باشگاه فوتبال برنتفورد               | لندن              | ورزشگاه کامیونیتی برنتفورد | ۱۷٬۲۵۰ | صعود از چمپیونشیپ |
| باشگاه فوتبال لستر سیتی              | لستر              | ورزشگاه کینگ‌پاور           | ۳۲٬۲۷۳ | ۵ام               |
| باشگاه فوتبال لیورپول                | لیورپول (آنفیلد)  | ورزشگاه آنفیلد             | ۵۴٬۰۷۴ | سوم               |
| باشگاه فوتبال منچستر سیتی            | منچستر            | ورزشگاه شهر منچستر         | ۵۵٬۰۱۷ | قهرمان            |
| باشگاه فوتبال منچستر یونایتد         | ترافورد           | ورزشگاه الدترافورد         | ۷۴٬۸۷۹ | نایب‌قهرمان        |
| باشگاه فوتبال نیوکاسل یونایتد        | نیوکاسل           | ورزشگاه سنت جیمز پارک      | ۵۲٬۳۵۴ | ۱۲ام              |
| باشگاه فوتبال ساوت‌همپتون             | ساوت‌همپتون        | ورزشگاه سنت مریز           | ۳۲٬۳۸۴ | ۱۵ام              |
| باشگاه فوتبال تاتنهام هاتسپر         | لندن              | ورزشگاه تاتنهام هاتسپر     | ۹۰٬۰۰۰ | ۷ام               |
| باشگاه فوتبال واتفورد                | واتفورد           | ورزشگاه ویکاریج رود        | ۱۷٬۴۷۷ | صعود از چمپیونشیپ |
| باشگاه فوتبال وستهام یونایتد         | لندن (استراتفورد) | ورزشگاه المپیک لندن        | ۶۰٬۰۰۰ | ۶ام               |
| باشگاه فوتبال ولورهمپتون واندررز     | ولورهمپتون        | ورزشگاه مالینیو            | ۳۲٬۰۵۰ | ۱۲ام              |

### پرسنل و لباس تیم‌ها
| تیم            | سرمربی              | کاپیتان          | تولیدکننده لباس | حامی مالی لباس     | حامی مالی لباس |
| تیم            | سرمربی              | کاپیتان          | تولیدکننده لباس | اصلی               | آستین          |
| -------------- | ------------------- | ---------------- | --------------- | ------------------ | -------------- |
| آرسنال         | میکل آرتتا          | الکساندر لاکازت  | آدیداس          | Emirates           | Visit Rwanda   |
| استون ویلا     | استیون جرارد        | تایرون مینگز     | کاپا            | Cazoo              | OB Sports      |
| برنتفورد       | توماس فرانک         | پونتوس یانسون    | آمبرو           | Hollywoodbets      | Safetyculture  |
| برایتون        | گراهام پاتر         | لوئیس دانک       | نایکی           | American Express   | SnickersUK.com |
| برنلی          | شان دایچ            | بن می            | آمبرو           | Spreadex Sports    | AstroPay       |
| چلسی           | توماس توخل          | سزار آزپیلیکوئتا | نایکی           | Three              | Hyundai        |
| کریستال پالاس  | پاتریک ویرا         | لوکا میلیوویویچ  | پوما            | W88                | Facebank       |
| اورتون         | فرانک لمپارد        | شیموس کولمن      | هومل            | Cazoo              | None           |
| لیدز یونایتد   | جسی مارش            | لیام کوپر        | آدیداس          | SBOTOP             | BOXT           |
| لستر سیتی      | برندان راجرز        | کاسپر اشمایکل    | آدیداس          | FBS                | Bia Saigon     |
| لیورپول        | یورگن کلوپ          | جوردن هندرسون    | نایکی           | Standard Chartered | Expedia        |
| منچستر سیتی    | پپ گواردیولا        | فرناندینیو       | پوما            | Etihad Airways     | Nexen Tire     |
| منچستر یونایتد | رالف رانگنیک (موقت) | هری مگوایر       | آدیداس          | TeamViewer         | Kohler         |
| نیوکاسل        | ادی هوو             | جمال لسلز        | کاستور          | FUN88              | Kayak          |
| نوریچ          | دین اسمیت           | گرنت هانلی       | خوما            | Lotus Cars         | JD Sports      |
| ساوتهمپتون     | رالف هازنهوتل       | جیمز وارد پروس   | هومل            | Sportsbet.io       | Virgin Media   |
| تاتنهام        | آنتونیو کونته       | هوگو لوریس       | نایکی           | AIA                | Cinch          |
| واتفورد        | روی هاجسون          | اعلام نشد        | کلمه            | Stake.com          | Dogecoin       |
| وستهام         | دیوید مویس          | مارک نوبل        | آمبرو           | Betway             | Scope Markets  |
| ولورهمپتون     | برونو لاژه          | کانر کودی        | کاستور          | ManBetX            | Bitci.com      |

### تغییرات سرمربیان
| تیم           | مربی خروجی          | علت خروج               | تاریخ خروج     | رتبه    | مربی ورودی                         | تاریخ انتصاب   |
| ------------- | ------------------- | ---------------------- | -------------- | ------- | ---------------------------------- | -------------- |
| کریستال پالاس | روی هاجسون          | پایان قرارداد          | ۲۴ مه ۲۰۲۱     | پیش-فصل | پاتریک ویرا                        | ۴ ژوئیه ۲۰۲۱   |
| ولورهمپتون    | نونو اسپیریتو سانتو | توافق طرفین            | ۲۴ مه ۲۰۲۱     | پیش-فصل | برونو لاژه                         | ۹ ژوئن ۲۰۲۱    |
| اورتون        | کارلو آنچلوتی       | قرارداد با رئال مادرید | ۱ ژوئن ۲۰۲۱    | پیش-فصل | رافائل بنیتز                       | ۳۰ ژوئن ۲۰۲۱   |
| تاتنهام       | رایان میسون         | پایان دوره موقت        | ۳۰ ژوئن ۲۰۲۱   | پیش-فصل | نونو اسپیریتو سانتو                | ۳۰ ژوئن ۲۰۲۱   |
| واتفورد       | سیسکو مونیوث        | اخراج شد.              | ۳ اکتبر ۲۰۲۱   | ۱۴ام    | کلودیو رانیری                      | ۴ اکتبر ۲۰۲۱   |
| نیوکاسل       | استیو بروس          | توافق طرفین            | ۲۰ اکتبر ۲۰۲۱  | ۱۹ام    | گریم جونز (موقت)                   | ۲۰ اکتبر ۲۰۲۱  |
| تاتنهام       | نونو اسپیریتو سانتو | اخراج شد.              | ۱ نوامبر ۲۰۲۱  | ۸ام     | آنتونیو کونته                      | ۲ نوامبر ۲۰۲۱  |
| نوریچ         | دنیل فارکی          | اخراج شد.              | ۶ نوامبر ۲۰۲۱  | ۲۰ام    | دین اسمیت                          | ۱۵ نوامبر ۲۰۲۱ |
| استون ویلا    | دین اسمیت           | اخراج شد.              | ۷ نوامبر ۲۰۲۱  | ۱۵ام    | استیون جرارد                       | ۱۱ نوامبر ۲۰۲۱ |
| نیوکاسل       | گریم جونز           | پایان دوره موقت        | ۸ نوامبر ۲۰۲۱  | ۱۹ام    | ادی هوو                            | ۸ نوامبر ۲۰۲۱  |
| منچستر        | اوله گونر سولشر     | توافق طرفین            | ۲۱ نوامبر ۲۰۲۱ | ۷ام     | مایکل کریک (موقت)                  | ۲۱ نوامبر ۲۰۲۱ |
| منچستر        | مایکل کریک          | پایان دوره موقت        | ۲ دسامبر ۲۰۲۱  | ۷ام     | رالف رانگنیک (موقت)                | ۳ دسامبر ۲۰۲۱  |
| اورتون        | رافائل بنیتز        | اخراج شد.              | ۱۶ ژانویه ۲۰۲۲ | ۱۵ام    | دانکن فرگوسن (موقت)                | ۱۸ ژانویه ۲۰۲۲ |
| واتفورد       | کلودیو رانیری       | اخراج شد.              | ۲۴ ژانویه ۲۰۲۲ | ۱۹ام    | روی هاجسون                         | ۲۵ ژانویه ۲۰۲۲ |
| اورتون        | دانکن فرگوسن        | پایان دوره موقت        | ۳۱ ژانویه ۲۰۲۲ | ۱۶ام    | فرانک لمپارد                       | ۳۱ ژانویه ۲۰۲۲ |
| لیدز          | مارچلو بیلسا        | اخراج شد.              | ۲۷ فوریه ۲۰۲۲  | ۱۶ام    | جسی مارش                           | ۲۸ فوریه ۲۰۲۲  |
| برنلی         | شان دایچ            | اخراج شد.              | ۱۵ آوریل ۲۰۲۲  | ۱۸ام    | مایکل جکسون کانر کینگ بن می (موقت) | ۱۵ آوریل ۲۰۲۲  |

## جدول لیگ و نتایج

### جدول لیگ
| رتبه           | تیم             | امتیاز | بازی | پ. | ت. | ش. | گ.ز. | گ.خ. | ت.گ. | توضیحات |
| -------------- | --------------- | ------ | ---- | -- | -- | -- | ---- | ---- | ---- | --- |
| ۱              | منچستر سیتی     | ۹۳     | ۳۸   | ۲۹ | ۶  | ۳  | ۹۹   | ۲۶   | ۷۳+  | قوانین جدول رده‌بندی: ۱: امتیازات ۲: تفاضل گل ۳: گل‌های زده ۴: اگر قهرمان، تیم‌های سقوط کرده یا تیم‌های واجد شرایط برای حضور در مسابقات اروپایی را نمی‌توان با قوانین ۱ تا ۳ تعیین کرد، قوانین ۱٫۴ تا ۳٫۴ اعمال می‌شود: • ۱٫۴: امتیازات به دست آمده در رقابت رو در رو این تیم‌ها • ۲٫۴: گل‌های خارج از خانه در رقابت رو در روی این تیم‌ها • ۳٫۴: بازی‌های پلی‌آف صعود و سقوط کسب سهمیه حضور در مرحله گروهی لیگ قهرمانان اروپا ۲۳–۲۰۲۲ کسب سهمیه حضور در مرحله گروهی لیگ اروپا ۲۳–۲۰۲۲ کسب سهمیه حضور در مرحله پلی‌آف لیگ کنفرانس اروپا ۲۳–۲۰۲۲ سقوط به چمپیونشیپ ۲۳–۲۰۲۲ |
| ۲              | لیورپول         | ۹۲     | ۳۸   | ۲۸ | ۸  | ۲  | ۹۴   | ۲۶   | ۶۸+  | قوانین جدول رده‌بندی: ۱: امتیازات ۲: تفاضل گل ۳: گل‌های زده ۴: اگر قهرمان، تیم‌های سقوط کرده یا تیم‌های واجد شرایط برای حضور در مسابقات اروپایی را نمی‌توان با قوانین ۱ تا ۳ تعیین کرد، قوانین ۱٫۴ تا ۳٫۴ اعمال می‌شود: • ۱٫۴: امتیازات به دست آمده در رقابت رو در رو این تیم‌ها • ۲٫۴: گل‌های خارج از خانه در رقابت رو در روی این تیم‌ها • ۳٫۴: بازی‌های پلی‌آف صعود و سقوط کسب سهمیه حضور در مرحله گروهی لیگ قهرمانان اروپا ۲۳–۲۰۲۲ کسب سهمیه حضور در مرحله گروهی لیگ اروپا ۲۳–۲۰۲۲ کسب سهمیه حضور در مرحله پلی‌آف لیگ کنفرانس اروپا ۲۳–۲۰۲۲ سقوط به چمپیونشیپ ۲۳–۲۰۲۲ |
| ۳              | چلسی            | ۷۴     | ۳۸   | ۲۱ | ۱۱ | ۶  | ۷۶   | ۳۳   | ۴۳+  | قوانین جدول رده‌بندی: ۱: امتیازات ۲: تفاضل گل ۳: گل‌های زده ۴: اگر قهرمان، تیم‌های سقوط کرده یا تیم‌های واجد شرایط برای حضور در مسابقات اروپایی را نمی‌توان با قوانین ۱ تا ۳ تعیین کرد، قوانین ۱٫۴ تا ۳٫۴ اعمال می‌شود: • ۱٫۴: امتیازات به دست آمده در رقابت رو در رو این تیم‌ها • ۲٫۴: گل‌های خارج از خانه در رقابت رو در روی این تیم‌ها • ۳٫۴: بازی‌های پلی‌آف صعود و سقوط کسب سهمیه حضور در مرحله گروهی لیگ قهرمانان اروپا ۲۳–۲۰۲۲ کسب سهمیه حضور در مرحله گروهی لیگ اروپا ۲۳–۲۰۲۲ کسب سهمیه حضور در مرحله پلی‌آف لیگ کنفرانس اروپا ۲۳–۲۰۲۲ سقوط به چمپیونشیپ ۲۳–۲۰۲۲ |
| ۴              | تاتنهام هاتسپر  | ۷۱     | ۳۸   | ۲۲ | ۵  | ۱۱ | ۶۹   | ۴۰   | ۲۹+  | قوانین جدول رده‌بندی: ۱: امتیازات ۲: تفاضل گل ۳: گل‌های زده ۴: اگر قهرمان، تیم‌های سقوط کرده یا تیم‌های واجد شرایط برای حضور در مسابقات اروپایی را نمی‌توان با قوانین ۱ تا ۳ تعیین کرد، قوانین ۱٫۴ تا ۳٫۴ اعمال می‌شود: • ۱٫۴: امتیازات به دست آمده در رقابت رو در رو این تیم‌ها • ۲٫۴: گل‌های خارج از خانه در رقابت رو در روی این تیم‌ها • ۳٫۴: بازی‌های پلی‌آف صعود و سقوط کسب سهمیه حضور در مرحله گروهی لیگ قهرمانان اروپا ۲۳–۲۰۲۲ کسب سهمیه حضور در مرحله گروهی لیگ اروپا ۲۳–۲۰۲۲ کسب سهمیه حضور در مرحله پلی‌آف لیگ کنفرانس اروپا ۲۳–۲۰۲۲ سقوط به چمپیونشیپ ۲۳–۲۰۲۲ |
| ۵              | آرسنال          | ۶۹     | ۳۸   | ۲۲ | ۳  | ۱۳ | ۶۱   | ۴۸   | ۱۳+  | قوانین جدول رده‌بندی: ۱: امتیازات ۲: تفاضل گل ۳: گل‌های زده ۴: اگر قهرمان، تیم‌های سقوط کرده یا تیم‌های واجد شرایط برای حضور در مسابقات اروپایی را نمی‌توان با قوانین ۱ تا ۳ تعیین کرد، قوانین ۱٫۴ تا ۳٫۴ اعمال می‌شود: • ۱٫۴: امتیازات به دست آمده در رقابت رو در رو این تیم‌ها • ۲٫۴: گل‌های خارج از خانه در رقابت رو در روی این تیم‌ها • ۳٫۴: بازی‌های پلی‌آف صعود و سقوط کسب سهمیه حضور در مرحله گروهی لیگ قهرمانان اروپا ۲۳–۲۰۲۲ کسب سهمیه حضور در مرحله گروهی لیگ اروپا ۲۳–۲۰۲۲ کسب سهمیه حضور در مرحله پلی‌آف لیگ کنفرانس اروپا ۲۳–۲۰۲۲ سقوط به چمپیونشیپ ۲۳–۲۰۲۲ |
| ۶              | منچستر یونایتد  | ۶۵     | ۳۸   | ۱۶ | ۱۰ | ۱۲ | ۵۷   | ۵۷   | ۰    | قوانین جدول رده‌بندی: ۱: امتیازات ۲: تفاضل گل ۳: گل‌های زده ۴: اگر قهرمان، تیم‌های سقوط کرده یا تیم‌های واجد شرایط برای حضور در مسابقات اروپایی را نمی‌توان با قوانین ۱ تا ۳ تعیین کرد، قوانین ۱٫۴ تا ۳٫۴ اعمال می‌شود: • ۱٫۴: امتیازات به دست آمده در رقابت رو در رو این تیم‌ها • ۲٫۴: گل‌های خارج از خانه در رقابت رو در روی این تیم‌ها • ۳٫۴: بازی‌های پلی‌آف صعود و سقوط کسب سهمیه حضور در مرحله گروهی لیگ قهرمانان اروپا ۲۳–۲۰۲۲ کسب سهمیه حضور در مرحله گروهی لیگ اروپا ۲۳–۲۰۲۲ کسب سهمیه حضور در مرحله پلی‌آف لیگ کنفرانس اروپا ۲۳–۲۰۲۲ سقوط به چمپیونشیپ ۲۳–۲۰۲۲ |
| ۷              | وستهام          | ۵۶     | ۳۸   | ۱۶ | ۸  | ۱۴ | ۶۰   | ۵۱   | ۹+   | قوانین جدول رده‌بندی: ۱: امتیازات ۲: تفاضل گل ۳: گل‌های زده ۴: اگر قهرمان، تیم‌های سقوط کرده یا تیم‌های واجد شرایط برای حضور در مسابقات اروپایی را نمی‌توان با قوانین ۱ تا ۳ تعیین کرد، قوانین ۱٫۴ تا ۳٫۴ اعمال می‌شود: • ۱٫۴: امتیازات به دست آمده در رقابت رو در رو این تیم‌ها • ۲٫۴: گل‌های خارج از خانه در رقابت رو در روی این تیم‌ها • ۳٫۴: بازی‌های پلی‌آف صعود و سقوط کسب سهمیه حضور در مرحله گروهی لیگ قهرمانان اروپا ۲۳–۲۰۲۲ کسب سهمیه حضور در مرحله گروهی لیگ اروپا ۲۳–۲۰۲۲ کسب سهمیه حضور در مرحله پلی‌آف لیگ کنفرانس اروپا ۲۳–۲۰۲۲ سقوط به چمپیونشیپ ۲۳–۲۰۲۲ |
| ۸              | لستر سیتی       | ۵۲     | ۳۸   | ۱۴ | ۱۰ | ۱۴ | ۶۲   | ۵۹   | ۳+   | قوانین جدول رده‌بندی: ۱: امتیازات ۲: تفاضل گل ۳: گل‌های زده ۴: اگر قهرمان، تیم‌های سقوط کرده یا تیم‌های واجد شرایط برای حضور در مسابقات اروپایی را نمی‌توان با قوانین ۱ تا ۳ تعیین کرد، قوانین ۱٫۴ تا ۳٫۴ اعمال می‌شود: • ۱٫۴: امتیازات به دست آمده در رقابت رو در رو این تیم‌ها • ۲٫۴: گل‌های خارج از خانه در رقابت رو در روی این تیم‌ها • ۳٫۴: بازی‌های پلی‌آف صعود و سقوط کسب سهمیه حضور در مرحله گروهی لیگ قهرمانان اروپا ۲۳–۲۰۲۲ کسب سهمیه حضور در مرحله گروهی لیگ اروپا ۲۳–۲۰۲۲ کسب سهمیه حضور در مرحله پلی‌آف لیگ کنفرانس اروپا ۲۳–۲۰۲۲ سقوط به چمپیونشیپ ۲۳–۲۰۲۲ |
| ۹              | برایتون         | ۵۱     | ۳۸   | ۱۲ | ۱۵ | ۱۱ | ۴۲   | ۴۴   | ۲–   | قوانین جدول رده‌بندی: ۱: امتیازات ۲: تفاضل گل ۳: گل‌های زده ۴: اگر قهرمان، تیم‌های سقوط کرده یا تیم‌های واجد شرایط برای حضور در مسابقات اروپایی را نمی‌توان با قوانین ۱ تا ۳ تعیین کرد، قوانین ۱٫۴ تا ۳٫۴ اعمال می‌شود: • ۱٫۴: امتیازات به دست آمده در رقابت رو در رو این تیم‌ها • ۲٫۴: گل‌های خارج از خانه در رقابت رو در روی این تیم‌ها • ۳٫۴: بازی‌های پلی‌آف صعود و سقوط کسب سهمیه حضور در مرحله گروهی لیگ قهرمانان اروپا ۲۳–۲۰۲۲ کسب سهمیه حضور در مرحله گروهی لیگ اروپا ۲۳–۲۰۲۲ کسب سهمیه حضور در مرحله پلی‌آف لیگ کنفرانس اروپا ۲۳–۲۰۲۲ سقوط به چمپیونشیپ ۲۳–۲۰۲۲ |
| ۱۰             | ولورهمپتون      | ۵۱     | ۳۸   | ۱۵ | ۶  | ۱۷ | ۳۸   | ۴۳   | ۵–   | قوانین جدول رده‌بندی: ۱: امتیازات ۲: تفاضل گل ۳: گل‌های زده ۴: اگر قهرمان، تیم‌های سقوط کرده یا تیم‌های واجد شرایط برای حضور در مسابقات اروپایی را نمی‌توان با قوانین ۱ تا ۳ تعیین کرد، قوانین ۱٫۴ تا ۳٫۴ اعمال می‌شود: • ۱٫۴: امتیازات به دست آمده در رقابت رو در رو این تیم‌ها • ۲٫۴: گل‌های خارج از خانه در رقابت رو در روی این تیم‌ها • ۳٫۴: بازی‌های پلی‌آف صعود و سقوط کسب سهمیه حضور در مرحله گروهی لیگ قهرمانان اروپا ۲۳–۲۰۲۲ کسب سهمیه حضور در مرحله گروهی لیگ اروپا ۲۳–۲۰۲۲ کسب سهمیه حضور در مرحله پلی‌آف لیگ کنفرانس اروپا ۲۳–۲۰۲۲ سقوط به چمپیونشیپ ۲۳–۲۰۲۲ |
| ۱۱             | نیوکاسل یونایتد | ۴۹     | ۳۸   | ۱۳ | ۱۰ | ۱۵ | ۴۴   | ۶۲   | ۱۸–  | قوانین جدول رده‌بندی: ۱: امتیازات ۲: تفاضل گل ۳: گل‌های زده ۴: اگر قهرمان، تیم‌های سقوط کرده یا تیم‌های واجد شرایط برای حضور در مسابقات اروپایی را نمی‌توان با قوانین ۱ تا ۳ تعیین کرد، قوانین ۱٫۴ تا ۳٫۴ اعمال می‌شود: • ۱٫۴: امتیازات به دست آمده در رقابت رو در رو این تیم‌ها • ۲٫۴: گل‌های خارج از خانه در رقابت رو در روی این تیم‌ها • ۳٫۴: بازی‌های پلی‌آف صعود و سقوط کسب سهمیه حضور در مرحله گروهی لیگ قهرمانان اروپا ۲۳–۲۰۲۲ کسب سهمیه حضور در مرحله گروهی لیگ اروپا ۲۳–۲۰۲۲ کسب سهمیه حضور در مرحله پلی‌آف لیگ کنفرانس اروپا ۲۳–۲۰۲۲ سقوط به چمپیونشیپ ۲۳–۲۰۲۲ |
| ۱۲             | کریستال پالاس   | ۴۸     | ۳۸   | ۱۱ | ۱۵ | ۱۲ | ۵۰   | ۴۶   | ۴+   | قوانین جدول رده‌بندی: ۱: امتیازات ۲: تفاضل گل ۳: گل‌های زده ۴: اگر قهرمان، تیم‌های سقوط کرده یا تیم‌های واجد شرایط برای حضور در مسابقات اروپایی را نمی‌توان با قوانین ۱ تا ۳ تعیین کرد، قوانین ۱٫۴ تا ۳٫۴ اعمال می‌شود: • ۱٫۴: امتیازات به دست آمده در رقابت رو در رو این تیم‌ها • ۲٫۴: گل‌های خارج از خانه در رقابت رو در روی این تیم‌ها • ۳٫۴: بازی‌های پلی‌آف صعود و سقوط کسب سهمیه حضور در مرحله گروهی لیگ قهرمانان اروپا ۲۳–۲۰۲۲ کسب سهمیه حضور در مرحله گروهی لیگ اروپا ۲۳–۲۰۲۲ کسب سهمیه حضور در مرحله پلی‌آف لیگ کنفرانس اروپا ۲۳–۲۰۲۲ سقوط به چمپیونشیپ ۲۳–۲۰۲۲ |
| ۱۳             | برنتفورد        | ۴۶     | ۳۸   | ۱۳ | ۷  | ۱۸ | ۴۸   | ۵۶   | ۸–   | قوانین جدول رده‌بندی: ۱: امتیازات ۲: تفاضل گل ۳: گل‌های زده ۴: اگر قهرمان، تیم‌های سقوط کرده یا تیم‌های واجد شرایط برای حضور در مسابقات اروپایی را نمی‌توان با قوانین ۱ تا ۳ تعیین کرد، قوانین ۱٫۴ تا ۳٫۴ اعمال می‌شود: • ۱٫۴: امتیازات به دست آمده در رقابت رو در رو این تیم‌ها • ۲٫۴: گل‌های خارج از خانه در رقابت رو در روی این تیم‌ها • ۳٫۴: بازی‌های پلی‌آف صعود و سقوط کسب سهمیه حضور در مرحله گروهی لیگ قهرمانان اروپا ۲۳–۲۰۲۲ کسب سهمیه حضور در مرحله گروهی لیگ اروپا ۲۳–۲۰۲۲ کسب سهمیه حضور در مرحله پلی‌آف لیگ کنفرانس اروپا ۲۳–۲۰۲۲ سقوط به چمپیونشیپ ۲۳–۲۰۲۲ |
| ۱۴             | استون ویلا      | ۴۵     | ۳۸   | ۱۳ | ۶  | ۱۹ | ۵۲   | ۵۴   | ۲–   | قوانین جدول رده‌بندی: ۱: امتیازات ۲: تفاضل گل ۳: گل‌های زده ۴: اگر قهرمان، تیم‌های سقوط کرده یا تیم‌های واجد شرایط برای حضور در مسابقات اروپایی را نمی‌توان با قوانین ۱ تا ۳ تعیین کرد، قوانین ۱٫۴ تا ۳٫۴ اعمال می‌شود: • ۱٫۴: امتیازات به دست آمده در رقابت رو در رو این تیم‌ها • ۲٫۴: گل‌های خارج از خانه در رقابت رو در روی این تیم‌ها • ۳٫۴: بازی‌های پلی‌آف صعود و سقوط کسب سهمیه حضور در مرحله گروهی لیگ قهرمانان اروپا ۲۳–۲۰۲۲ کسب سهمیه حضور در مرحله گروهی لیگ اروپا ۲۳–۲۰۲۲ کسب سهمیه حضور در مرحله پلی‌آف لیگ کنفرانس اروپا ۲۳–۲۰۲۲ سقوط به چمپیونشیپ ۲۳–۲۰۲۲ |
| ۱۵             | ساوت‌همپتون      | ۴۰     | ۳۸   | ۹  | ۱۳ | ۱۶ | ۴۳   | ۶۷   | ۲۴–  | قوانین جدول رده‌بندی: ۱: امتیازات ۲: تفاضل گل ۳: گل‌های زده ۴: اگر قهرمان، تیم‌های سقوط کرده یا تیم‌های واجد شرایط برای حضور در مسابقات اروپایی را نمی‌توان با قوانین ۱ تا ۳ تعیین کرد، قوانین ۱٫۴ تا ۳٫۴ اعمال می‌شود: • ۱٫۴: امتیازات به دست آمده در رقابت رو در رو این تیم‌ها • ۲٫۴: گل‌های خارج از خانه در رقابت رو در روی این تیم‌ها • ۳٫۴: بازی‌های پلی‌آف صعود و سقوط کسب سهمیه حضور در مرحله گروهی لیگ قهرمانان اروپا ۲۳–۲۰۲۲ کسب سهمیه حضور در مرحله گروهی لیگ اروپا ۲۳–۲۰۲۲ کسب سهمیه حضور در مرحله پلی‌آف لیگ کنفرانس اروپا ۲۳–۲۰۲۲ سقوط به چمپیونشیپ ۲۳–۲۰۲۲ |
| ۱۶             | اورتون          | ۳۹     | ۳۸   | ۱۱ | ۶  | ۲۱ | ۴۳   | ۶۶   | ۲۳–  | قوانین جدول رده‌بندی: ۱: امتیازات ۲: تفاضل گل ۳: گل‌های زده ۴: اگر قهرمان، تیم‌های سقوط کرده یا تیم‌های واجد شرایط برای حضور در مسابقات اروپایی را نمی‌توان با قوانین ۱ تا ۳ تعیین کرد، قوانین ۱٫۴ تا ۳٫۴ اعمال می‌شود: • ۱٫۴: امتیازات به دست آمده در رقابت رو در رو این تیم‌ها • ۲٫۴: گل‌های خارج از خانه در رقابت رو در روی این تیم‌ها • ۳٫۴: بازی‌های پلی‌آف صعود و سقوط کسب سهمیه حضور در مرحله گروهی لیگ قهرمانان اروپا ۲۳–۲۰۲۲ کسب سهمیه حضور در مرحله گروهی لیگ اروپا ۲۳–۲۰۲۲ کسب سهمیه حضور در مرحله پلی‌آف لیگ کنفرانس اروپا ۲۳–۲۰۲۲ سقوط به چمپیونشیپ ۲۳–۲۰۲۲ |
| ۱۷             | لیدز یونایتد    | ۳۸     | ۳۸   | ۹  | ۱۱ | ۱۸ | ۴۲   | ۷۹   | ۳۷–  | قوانین جدول رده‌بندی: ۱: امتیازات ۲: تفاضل گل ۳: گل‌های زده ۴: اگر قهرمان، تیم‌های سقوط کرده یا تیم‌های واجد شرایط برای حضور در مسابقات اروپایی را نمی‌توان با قوانین ۱ تا ۳ تعیین کرد، قوانین ۱٫۴ تا ۳٫۴ اعمال می‌شود: • ۱٫۴: امتیازات به دست آمده در رقابت رو در رو این تیم‌ها • ۲٫۴: گل‌های خارج از خانه در رقابت رو در روی این تیم‌ها • ۳٫۴: بازی‌های پلی‌آف صعود و سقوط کسب سهمیه حضور در مرحله گروهی لیگ قهرمانان اروپا ۲۳–۲۰۲۲ کسب سهمیه حضور در مرحله گروهی لیگ اروپا ۲۳–۲۰۲۲ کسب سهمیه حضور در مرحله پلی‌آف لیگ کنفرانس اروپا ۲۳–۲۰۲۲ سقوط به چمپیونشیپ ۲۳–۲۰۲۲ |
| ۱۸             | برنلی           | ۲۸     | ۳۸   | ۷  | ۱۴ | ۱۷ | ۳۴   | ۵۳   | ۱۹–  | قوانین جدول رده‌بندی: ۱: امتیازات ۲: تفاضل گل ۳: گل‌های زده ۴: اگر قهرمان، تیم‌های سقوط کرده یا تیم‌های واجد شرایط برای حضور در مسابقات اروپایی را نمی‌توان با قوانین ۱ تا ۳ تعیین کرد، قوانین ۱٫۴ تا ۳٫۴ اعمال می‌شود: • ۱٫۴: امتیازات به دست آمده در رقابت رو در رو این تیم‌ها • ۲٫۴: گل‌های خارج از خانه در رقابت رو در روی این تیم‌ها • ۳٫۴: بازی‌های پلی‌آف صعود و سقوط کسب سهمیه حضور در مرحله گروهی لیگ قهرمانان اروپا ۲۳–۲۰۲۲ کسب سهمیه حضور در مرحله گروهی لیگ اروپا ۲۳–۲۰۲۲ کسب سهمیه حضور در مرحله پلی‌آف لیگ کنفرانس اروپا ۲۳–۲۰۲۲ سقوط به چمپیونشیپ ۲۳–۲۰۲۲ |
| ۱۹             | واتفورد         | ۲۶     | ۳۸   | ۶  | ۵  | ۲۷ | ۳۴   | ۷۷   | ۴۳–  | قوانین جدول رده‌بندی: ۱: امتیازات ۲: تفاضل گل ۳: گل‌های زده ۴: اگر قهرمان، تیم‌های سقوط کرده یا تیم‌های واجد شرایط برای حضور در مسابقات اروپایی را نمی‌توان با قوانین ۱ تا ۳ تعیین کرد، قوانین ۱٫۴ تا ۳٫۴ اعمال می‌شود: • ۱٫۴: امتیازات به دست آمده در رقابت رو در رو این تیم‌ها • ۲٫۴: گل‌های خارج از خانه در رقابت رو در روی این تیم‌ها • ۳٫۴: بازی‌های پلی‌آف صعود و سقوط کسب سهمیه حضور در مرحله گروهی لیگ قهرمانان اروپا ۲۳–۲۰۲۲ کسب سهمیه حضور در مرحله گروهی لیگ اروپا ۲۳–۲۰۲۲ کسب سهمیه حضور در مرحله پلی‌آف لیگ کنفرانس اروپا ۲۳–۲۰۲۲ سقوط به چمپیونشیپ ۲۳–۲۰۲۲ |
| ۲۰             | نوریچ سیتی      | ۲۳     | ۳۸   | ۵  | ۷  | ۲۶ | ۲۳   | ۸۴   | ۶۱–  | قوانین جدول رده‌بندی: ۱: امتیازات ۲: تفاضل گل ۳: گل‌های زده ۴: اگر قهرمان، تیم‌های سقوط کرده یا تیم‌های واجد شرایط برای حضور در مسابقات اروپایی را نمی‌توان با قوانین ۱ تا ۳ تعیین کرد، قوانین ۱٫۴ تا ۳٫۴ اعمال می‌شود: • ۱٫۴: امتیازات به دست آمده در رقابت رو در رو این تیم‌ها • ۲٫۴: گل‌های خارج از خانه در رقابت رو در روی این تیم‌ها • ۳٫۴: بازی‌های پلی‌آف صعود و سقوط کسب سهمیه حضور در مرحله گروهی لیگ قهرمانان اروپا ۲۳–۲۰۲۲ کسب سهمیه حضور در مرحله گروهی لیگ اروپا ۲۳–۲۰۲۲ کسب سهمیه حضور در مرحله پلی‌آف لیگ کنفرانس اروپا ۲۳–۲۰۲۲ سقوط به چمپیونشیپ ۲۳–۲۰۲۲ |
| منبع: لیگ برتر |                 |        |      |    |    |    |      |      |      | |

### جایگاه هفتگی
| هفته ←تیم ↓    | ۱  | ۲  | ۳  | ۴  | ۵  | ۶  | ۷  | ۸  | ۹  | ۱۰ | ۱۱ | ۱۲ | ۱۳ | ۱۴ | ۱۵ | ۱۶ | ۱۷ | ۱۸ | ۱۹ | ۲۰ | ۲۱ | ۲۲ | ۲۳ | ۲۴ | ۲۵ | ۲۶ | ۲۷ | ۲۸ | ۲۹ | ۳۰ | ۳۱ | ۳۲ | ۳۳ | ۳۴ | ۳۵ | ۳۶ | ۳۷ | ۳۸ |
| هفته ←تیم ↓    |    |    |    |    |    |    |    |    |    |    |    |    |    |    |    |    |    |    |    |    |    |    |    |    |    |    |    |    |    |    |    |    |    |    |    |    |    |    |
| -------------- | -- | -- | -- | -- | -- | -- | -- | -- | -- | -- | -- | -- | -- | -- | -- | -- | -- | -- | -- | -- | -- | -- | -- | -- | -- | -- | -- | -- | -- | -- | -- | -- | -- | -- | -- | -- | -- | -- |
| منچستر سیتی    | 13 | 9  | 7  | 5  | 5  | 2  | 3  | 3  | 3  | 3  | 2  | 2  | 2  | 2  | 1  | 1  | 1  | 1  | 1  | 1  | 1  | 1  | 1  | 1  | 1  | 1  | 1  | 1  | 1  | ۱  | ۱  | ۱  | ۱  | ۱  | ۱  | ۱  | 1  | ۱  |
| لیورپول        | 3  | 3  | 5  | 3  | 2  | 1  | 2  | 2  | 2  | 2  | 4  | 3  | 3  | 3  | 2  | 2  | 2  | 2  | ۲  | ۳  | ۳  | ۲  | ۲  | ۲  | ۲  | ۲  | ۲  | ۲  | ۲  | ۲  | ۲  | ۲  | ۲  | ۲  | ۲  | ۲  | 2  | ۲  |
| چلسی           | 2  | 2  | 4  | 2  | 1  | 3  | 1  | 1  | 1  | 1  | 1  | 1  | 1  | 1  | 3  | 3  | 3  | 3  | 3  | 2  | 2  | 3  | 3  | 3  | ۳  | ۳  | ۳  | ۳  | ۳  | ۳  | ۳  | ۳  | ۳  | ۳  | ۳  | ۳  | ۳  | ۳  |
| تاتنهام        | 10 | 5  | 1  | 7  | 7  | 11 | 8  | ۵  | ۶  | ۹  | ۹  | ۷  | ۷  | ۶  | ۵  | ۷  | ۷  | ۷  | ۵  | ۷  | ۶  | ۶  | ۷  | ۷  | ۸  | ۸  | ۷  | ۷  | ۸  | ۵  | ۴  | ۴  | ۴  | ۵  | ۵  | ۵  | 4  | ۴  |
| آرسنال         | 17 | 19 | 20 | 16 | 13 | 10 | 11 | 12 | 10 | 6  | 5  | 5  | 5  | 5  | 7  | 6  | 4  | 4  | 4  | ۴  | ۴  | ۵  | ۶  | ۵  | ۶  | ۶  | ۶  | ۴  | ۴  | ۴  | ۵  | ۵  | ۶  | ۴  | ۴  | ۴  | 5  | ۵  |
| منچستر یونایتد | 1  | 6  | 3  | 1  | 3  | 4  | 4  | 6  | 7  | 5  | 6  | 8  | 8  | 7  | 6  | ۵  | ۶  | ۶  | ۷  | ۶  | ۷  | ۷  | ۴  | ۶  | ۵  | 4  | 4  | 5  | 5  | ۶  | ۷  | ۷  | ۵  | 6  | 6  | 6  | 6  | ۶  |
| وستهام یونایتد | 4  | 1  | 2  | 8  | 8  | 7  | 9  | 7  | 4  | 4  | 3  | 4  | 4  | 4  | 4  | 4  | 5  | ۵  | ۶  | ۵  | ۵  | 4  | 5  | 4  | 4  | 5  | 5  | 6  | 6  | 7  | 6  | 6  | 7  | 7  | 7  | 7  | 7  | ۷  |
| لستر سیتی      | ۹  | ۱۲ | ۹  | ۹  | ۱۲ | ۱۳ | ۱۳ | ۱۱ | ۹  | ۱۱ | ۱۲ | ۱۲ | ۱۰ | ۱۰ | ۱۱ | ۸  | ۹  | ۹  | ۱۰ | ۹  | ۱۰ | ۱۰ | ۱۰ | ۱۲ | ۱۱ | ۱۱ | ۱۳ | ۱۲ | ۱۲ | ۱۰ | ۱۰ | ۹  | ۹  | ۱۰ | ۱۱ | ۱۴ | ۹  | ۸  |
| برایتون        | 8  | 4  | 8  | 6  | 4  | 6  | 6  | 4  | ۵  | ۸  | ۷  | ۹  | ۹  | ۹  | ۹  | ۱۱ | ۱۳ | ۱۳ | ۹  | ۱۰ | ۹  | ۹  | ۹  | ۹  | ۹  | ۹  | ۱۰ | ۱۳ | ۱۳ | ۱۳ | ۱۳ | ۱۱ | ۱۰ | ۱۱ | ۹  | ۹  | ۱۰ | ۹  |
| ولورهمپتون     | 14 | 16 | ۱۸ | ۱۳ | ۱۶ | ۱۴ | ۱۲ | ۱۰ | ۱۱ | ۷  | ۸  | ۶  | ۶  | ۸  | ۸  | ۹  | ۸  | ۸  | ۸  | ۸  | ۸  | ۸  | ۸  | ۸  | ۷  | ۷  | ۸  | ۸  | ۷  | ۸  | ۸  | ۸  | ۸  | ۸  | ۸  | ۸  | ۸  | ۱۰ |
| نیوکاسل        | 15 | 18 | 17 | 19 | 18 | 17 | 19 | 19 | 19 | 19 | 19 | 20 | 20 | 20 | 19 | 19 | 19 | 19 | 19 | ۱۹ | ۱۹ | ۱۹ | ۱۸ | ۱۷ | ۱۷ | ۱۷ | ۱۴ | ۱۴ | ۱۴ | ۱۴ | ۱۵ | ۱۵ | ۱۴ | ۹  | ۱۰ | ۱۳ | ۱۲ | ۱۱ |
| کریستال پالاس  | ۱۸ | ۱۴ | ۱۴ | ۱۱ | ۱۴ | ۱۵ | ۱۴ | ۱۴ | ۱۵ | ۱۳ | ۱۰ | ۱۰ | ۱۱ | ۱۱ | ۱۴ | ۱۲ | ۱۱ | ۱۱ | ۱۲ | ۱۱ | ۱۱ | ۱۱ | ۱۳ | ۱۳ | ۱۳ | ۱۳ | ۱۱ | ۱۰ | ۱۱ | ۱۲ | ۹  | ۱۰ | ۱۳ | ۱۴ | ۱۲ | ۱۰ | ۱۳ | ۱۲ |
| برنتفورد       | ۶  | ۸  | ۱۰ | ۱۰ | ۹  | ۹  | ۷  | ۹  | ۱۲ | ۱۲ | ۱۴ | ۱۴ | ۱۲ | ۱۲ | ۱۳ | ۱۰ | ۱۲ | ۱۲ | ۱۳ | ۱۴ | ۱۲ | ۱۴ | ۱۴ | ۱۴ | ۱۴ | ۱۴ | ۱۵ | ۱۵ | ۱۵ | ۱۵ | ۱۴ | ۱۳ | ۱۱ | ۱۲ | ۱۴ | ۱۲ | ۱۱ | ۱۳ |
| استون ویلا     | ۱۱ | ۱۰ | ۱۱ | ۱۲ | ۱۰ | ۸  | ۱۰ | ۱۳ | ۱۳ | ۱۵ | ۱۶ | ۱۵ | ۱۳ | ۱۳ | ۱۰ | ۱۳ | ۱۰ | ۱۰ | ۱۱ | ۱۲ | ۱۳ | ۱۳ | ۱۱ | ۱۱ | ۱۲ | ۱۲ | ۱۲ | ۱۱ | ۹  | ۹  | ۱۱ | ۱۲ | ۱۵ | ۱۵ | ۱۳ | ۱۱ | ۱۴ | ۱۴ |
| ساوت‌همپتون     | ۱۶ | ۱۳ | ۱۳ | ۱۴ | ۱۵ | ۱۶ | ۱۷ | ۱۵ | ۱۶ | ۱۴ | ۱۳ | ۱۳ | ۱۵ | ۱۶ | ۱۶ | ۱۶ | ۱۵ | ۱۵ | ۱۴ | ۱۳ | ۱۴ | ۱۲ | ۱۲ | ۱۰ | ۱۰ | ۱۰ | ۹  | ۹  | ۱۰ | ۱۱ | ۱۲ | ۱۴ | ۱۲ | ۱۳ | ۱۵ | ۱۵ | ۱۵ | ۱۵ |
| اورتون         | 5  | 7  | 6  | 4  | 6  | 5  | ۵  | ۸  | ۸  | ۱۰ | ۱۱ | ۱۱ | ۱۴ | ۱۴ | ۱۲ | ۱۴ | ۱۴ | ۱۴ | ۱۵ | ۱۵ | ۱۵ | ۱۶ | ۱۶ | ۱۶ | ۱۶ | ۱۶ | ۱۷ | ۱۷ | ۱۷ | ۱۷ | ۱۷ | ۱۷ | ۱۷ | ۱۸ | ۱۸ | ۱۶ | ۱۶ | ۱۶ |
| لیدز یونایتد   | 20 | 15 | 15 | 17 | 17 | ۱۸ | ۱۶ | ۱۷ | ۱۷ | ۱۷ | ۱۵ | ۱۷ | ۱۷ | ۱۵ | ۱۵ | ۱۵ | ۱۶ | ۱۶ | ۱۶ | ۱۶ | ۱۶ | ۱۵ | ۱۵ | ۱۵ | ۱۵ | ۱۵ | ۱۶ | ۱۶ | ۱۶ | ۱۶ | ۱۶ | ۱۶ | ۱۶ | ۱۶ | ۱۷ | ۱۸ | ۱۷ | ۱۷ |
| برنلی          | 12 | 17 | 16 | 18 | 19 | 19 | 18 | 18 | 18 | 18 | 18 | 18 | ۱۸ | ۱۸ | ۱۸ | ۱۸ | ۱۸ | ۱۸ | ۱۸ | ۱۸ | ۱۸ | ۲۰ | ۲۰ | ۲۰ | ۲۰ | ۱۹ | ۱۸ | ۱۸ | ۱۹ | ۱۹ | ۱۹ | ۱۸ | ۱۸ | ۱۷ | ۱۶ | ۱۷ | ۱۸ | ۱۸ |
| واتفورد        | ۷  | ۱۱ | ۱۲ | ۱۵ | ۱۱ | ۱۲ | ۱۵ | ۱۶ | ۱۴ | ۱۶ | ۱۷ | ۱۶ | ۱۶ | ۱۷ | ۱۷ | ۱۷ | ۱۷ | ۱۷ | ۱۷ | ۱۷ | ۱۷ | ۱۷ | ۱۹ | ۱۹ | ۱۹ | ۱۸ | ۱۹ | ۱۹ | 18 | ۱۸ | ۱۸ | ۱۹ | ۱۹ | ۱۹ | ۱۹ | ۱۹ | 19 | ۱۹ |
| نوریچ سیتی     | 19 | 20 | 19 | 20 | 20 | 20 | 20 | 20 | 20 | 20 | 20 | 19 | 19 | 19 | 20 | 20 | 20 | ۲۰ | ۲۰ | ۲۰ | ۲۰ | ۱۸ | ۱۷ | ۱۸ | ۱۸ | ۲۰ | ۲۰ | ۲۰ | ۲۰ | ۲۰ | ۲۰ | ۲۰ | ۲۰ | ۲۰ | ۲۰ | ۲۰ | 20 | ۲۰ |

### امتیاز هفتگی
| هفته ←تیم ↓    | ۱ | ۲ | ۳ | ۴  | ۵  | ۶  | ۷  | ۸  | ۹  | ۱۰ | ۱۱ | ۱۲ | ۱۳ | ۱۴ | ۱۵ | ۱۶ | ۱۷ | ۱۸ | ۱۹ | ۲۰ | ۲۱ | ۲۲ | ۲۳ | ۲۴ | ۲۵ | ۲۶ | ۲۷ | ۲۸ | ۲۹ | ۳۰ | ۳۱ | ۳۲ | ۳۳ | ۳۴ | ۳۵ | ۳۶ | ۳۷ | ۳۸ |
| هفته ←تیم ↓    |   |   |   |    |    |    |    |    |    |    |    |    |    |    |    |    |    |    |    |    |    |    |    |    |    |    |    |    |    |    |    |    |    |    |    |    |    |    |
| -------------- | - | - | - | -- | -- | -- | -- | -- | -- | -- | -- | -- | -- | -- | -- | -- | -- | -- | -- | -- | -- | -- | -- | -- | -- | -- | -- | -- | -- | -- | -- | -- | -- | -- | -- | -- | -- | -- |
| آرسنال         | ۰ | ۰ | ۰ | ۳  | ۶  | ۹  | ۱۰ | ۱۱ | ۱۴ | ۱۷ | ۲۰ | ۲۰ | ۲۳ | ۲۳ | ۲۳ | ۲۶ | ۲۹ | ۳۲ | ۳۵ | ۳۵ | ۳۵ | ۳۵ | ۳۶ | ۳۹ | ۳۹ | ۴۲ | ۴۵ | ۴۸ | ۵۱ | ۵۴ | ۵۴ | ۵۴ | ۵۴ | ۶۰ | ۶۳ | ۶۶ | ۶۶ | ۶۹ |
| استون ویلا     | ۰ | ۳ | ۴ | ۴  | ۷  | ۱۰ | ۱۰ | ۱۰ | ۱۰ | ۱۰ | ۱۰ | ۱۳ | ۱۶ | ۱۶ | ۱۹ | ۱۹ | ۲۲ | ۲۲ | ۲۲ | ۲۲ | ۲۲ | ۲۳ | ۲۶ | ۲۷ | ۲۷ | ۲۷ | ۳۰ | ۳۳ | ۳۶ | ۳۶ | ۳۶ | ۳۶ | ۳۶ | ۳۷ | ۴۰ | ۴۳ | ۴۴ | ۴۴ |
| برنتفورد       | ۳ | ۴ | ۵ | ۵  | ۸  | ۹  | ۱۲ | ۱۲ | ۱۲ | ۱۲ | ۱۲ | ۱۳ | ۱۶ | ۱۶ | ۱۷ | ۲۰ | ۲۰ | ۲۰ | ۲۰ | ۲۰ | ۲۳ | ۲۳ | ۲۳ | ۲۳ | ۲۴ | ۲۴ | ۲۴ | ۲۷ | ۳۰ | ۳۰ | ۳۳ | ۳۶ | ۳۹ | ۴۰ | ۴۰ | ۴۳ | ۴۶ | ۴۶ |
| برایتون        | ۳ | ۶ | ۶ | ۹  | ۱۲ | ۱۳ | ۱۴ | ۱۵ | ۱۵ | ۱۶ | ۱۷ | ۱۷ | ۱۸ | ۱۹ | ۲۰ | ۲۰ | ۲۰ | ۲۰ | ۲۳ | ۲۴ | ۲۷ | ۲۸ | ۳۰ | ۳۰ | ۳۳ | ۳۳ | ۳۳ | ۳۳ | ۳۳ | ۳۳ | ۳۴ | ۳۷ | ۴۰ | ۴۱ | ۴۴ | ۴۷ | ۴۸ | ۵۱ |
| برنلی          | ۰ | ۰ | ۱ | ۱  | ۱  | ۲  | ۳  | ۳  | ۴  | ۷  | ۸  | ۹  | ۹  | ۱۰ | ۱۰ | ۱۱ | ۱۱ | ۱۱ | ۱۱ | ۱۱ | ۱۱ | ۱۱ | ۱۲ | ۱۴ | ۱۴ | ۱۷ | ۲۱ | ۲۱ | ۲۱ | ۲۱ | ۲۱ | ۲۴ | ۲۵ | ۳۱ | ۳۴ | ۳۴ | ۳۴ | ۳۵ |
| چلسی           | ۳ | ۶ | ۷ | ۱۰ | ۱۳ | ۱۳ | ۱۶ | ۱۹ | ۲۲ | ۲۵ | ۲۶ | ۲۹ | ۳۰ | ۳۳ | ۳۳ | ۳۶ | ۳۷ | ۳۸ | ۴۱ | ۴۲ | ۴۳ | ۴۳ | ۴۷ | ۴۷ | ۴۷ | ۵۰ | ۵۰ | ۵۳ | ۵۹ | ۵۹ | ۵۹ | ۶۲ | ۶۲ | ۶۵ | ۶۶ | ۶۷ | ۷۰ | ۷۴ |
| کریستال پالاس  | ۰ | ۱ | ۲ | ۵  | ۵  | ۶  | ۷  | ۸  | ۹  | ۱۲ | ۱۵ | ۱۶ | ۱۶ | ۱۶ | ۱۶ | ۱۹ | ۲۰ | ۲۰ | ۲۰ | ۲۳ | ۲۳ | ۲۴ | ۲۴ | ۲۵ | ۲۶ | ۲۶ | ۳۰ | ۳۳ | ۳۴ | ۳۴ | ۳۷ | ۳۷ | ۳۷ | ۳۸ | ۴۱ | ۴۴ | ۴۵ | ۴۸ |
| اورتون         | ۳ | ۴ | ۷ | ۱۰ | ۱۰ | ۱۳ | ۱۴ | ۱۴ | ۱۴ | ۱۴ | ۱۵ | ۱۵ | ۱۵ | ۱۵ | ۱۸ | ۱۸ | ۱۹ | ۱۹ | ۱۹ | ۱۹ | ۱۹ | ۱۹ | ۱۹ | ۱۹ | ۲۲ | ۲۲ | ۲۲ | ۲۲ | ۲۲ | ۲۵ | ۲۵ | ۲۸ | ۲۸ | ۲۹ | ۳۲ | ۳۵ | ۳۶ | ۳۹ |
| لیدز یونایتد   | ۰ | ۱ | ۲ | ۲  | ۳  | ۳  | ۶  | ۶  | ۷  | ۱۰ | ۱۱ | ۱۱ | ۱۲ | ۱۵ | ۱۶ | ۱۶ | ۱۶ | ۱۶ | ۱۶ | ۱۶ | ۱۹ | ۲۲ | ۲۲ | ۲۳ | ۲۳ | ۲۳ | ۲۳ | ۲۳ | ۲۶ | ۲۹ | ۳۰ | ۳۳ | ۳۳ | ۳۴ | ۳۴ | ۳۴ | ۳۵ | ۳۸ |
| لستر سیتی      | ۳ | ۳ | ۶ | ۶  | ۶  | ۷  | ۸  | ۱۱ | ۱۴ | ۱۴ | ۱۵ | ۱۵ | ۱۸ | ۱۹ | ۱۹ | ۲۲ | ۲۲ | ۲۲ | ۲۲ | ۲۵ | ۲۵ | ۲۵ | ۲۶ | ۲۶ | ۲۷ | ۲۷ | ۲۷ | ۳۳ | ۳۳ | ۳۶ | ۳۷ | ۴۰ | ۴۰ | ۴۲ | ۴۲ | ۴۲ | ۴۸ | ۵۲ |
| لیورپول        | ۳ | ۶ | ۷ | ۱۰ | ۱۳ | ۱۴ | ۱۵ | ۱۸ | ۲۱ | ۲۲ | ۲۲ | ۲۵ | ۲۸ | ۳۱ | ۳۴ | ۳۷ | ۴۰ | ۴۱ | ۴۱ | ۴۱ | ۴۲ | ۴۵ | ۴۸ | ۵۱ | ۵۴ | ۵۷ | ۶۰ | ۶۳ | ۶۶ | ۶۹ | ۷۲ | ۷۳ | ۷۳ | ۷۹ | ۸۲ | ۸۳ | ۸۹ | ۹۲ |
| منچستر سیتی    | ۰ | ۳ | ۶ | ۹  | ۱۰ | ۱۳ | ۱۴ | ۱۷ | ۲۰ | ۲۰ | ۲۳ | ۲۶ | ۲۹ | ۳۲ | ۳۵ | ۳۸ | ۴۱ | ۴۴ | ۴۷ | ۵۰ | ۵۳ | ۵۶ | ۵۷ | ۶۰ | ۶۳ | ۶۳ | ۶۶ | ۶۹ | ۷۰ | ۷۰ | ۷۳ | ۷۴ | ۷۴ | ۸۰ | ۸۳ | ۸۶ | ۹۰ | ۹۳ |
| منچستر یونایتد | ۳ | ۴ | ۷ | ۱۰ | ۱۳ | ۱۳ | ۱۴ | ۱۴ | ۱۴ | ۱۷ | ۱۷ | ۱۷ | ۱۸ | ۲۱ | ۲۴ | ۲۷ | ۲۷ | ۲۷ | ۲۸ | ۳۱ | ۳۱ | ۳۲ | ۳۸ | ۳۹ | ۴۰ | ۴۶ | ۴۷ | ۴۷ | ۵۰ | ۵۰ | ۵۱ | ۵۱ | ۵۴ | ۵۴ | ۵۸ | ۵۸ | ۵۸ | ۵۸ |
| نیوکاسل        | ۰ | ۰ | ۱ | ۱  | ۲  | ۳  | ۳  | ۳  | ۴  | ۴  | ۵  | ۶  | ۶  | ۷  | ۱۰ | ۱۰ | ۱۰ | ۱۰ | ۱۱ | ۱۱ | ۱۱ | ۱۲ | ۱۵ | ۱۸ | ۲۱ | ۲۲ | ۲۵ | ۲۸ | ۳۱ | ۳۱ | ۳۱ | ۳۴ | ۳۷ | ۴۳ | ۴۳ | ۴۳ | ۴۶ | ۴۹ |
| نوریچ          | ۰ | ۰ | ۰ | ۰  | ۰  | ۰  | ۱  | ۲  | ۲  | ۲  | ۵  | ۸  | ۹  | ۱۰ | ۱۰ | ۱۰ | ۱۰ | ۱۰ | ۱۰ | ۱۰ | ۱۰ | ۱۳ | ۱۶ | ۱۷ | ۱۷ | ۱۷ | ۱۷ | ۱۷ | ۱۷ | ۱۷ | ۱۸ | ۲۱ | ۲۱ | ۲۱ | ۲۱ | ۲۱ | ۲۲ | ۲۲ |
| ساوت‌همپتون     | ۰ | ۱ | ۲ | ۳  | ۴  | ۴  | ۴  | ۷  | ۸  | ۱۱ | ۱۴ | ۱۴ | ۱۴ | ۱۵ | ۱۶ | ۱۶ | ۱۷ | ۱۷ | ۲۰ | ۲۱ | ۲۱ | ۲۴ | ۲۵ | ۲۸ | ۲۹ | ۳۲ | ۳۵ | ۳۵ | ۳۵ | ۳۵ | ۳۶ | ۳۶ | ۳۹ | ۴۰ | ۴۰ | ۴۰ | ۴۰ | ۴۰ |
| تاتنهام        | ۳ | ۶ | ۹ | ۹  | ۹  | ۹  | ۱۲ | ۱۵ | ۱۵ | ۱۵ | ۱۶ | ۱۹ | ۱۹ | ۲۲ | ۲۵ | ۲۵ | ۲۵ | ۲۶ | ۲۹ | ۳۰ | ۳۳ | ۳۳ | ۳۶ | ۳۶ | ۳۶ | ۳۹ | ۴۲ | ۴۵ | ۴۵ | ۵۱ | ۵۴ | ۵۷ | ۵۷ | ۵۸ | ۶۱ | ۶۲ | ۶۸ | ۷۱ |
| واتفورد        | ۳ | ۳ | ۳ | ۳  | ۶  | ۷  | ۷  | ۷  | ۱۰ | ۱۰ | ۱۰ | ۱۳ | ۱۳ | ۱۳ | ۱۳ | ۱۳ | ۱۳ | ۱۳ | ۱۳ | ۱۳ | ۱۳ | ۱۴ | ۱۴ | ۱۵ | ۱۵ | ۱۸ | ۱۹ | ۱۹ | ۲۲ | ۲۲ | ۲۲ | ۲۲ | ۲۲ | ۲۲ | ۲۲ | ۲۲ | ۲۲ | ۲۲ |
| وستهام         | ۳ | ۶ | ۷ | ۸  | ۸  | ۱۱ | ۱۱ | ۱۴ | ۱۷ | ۲۰ | ۲۳ | ۲۳ | ۲۳ | ۲۴ | ۲۷ | ۲۸ | ۲۸ | ۲۸ | ۲۸ | ۳۱ | ۳۴ | ۳۷ | ۳۷ | ۴۰ | ۴۱ | ۴۲ | ۴۵ | ۴۵ | ۴۸ | ۴۸ | ۵۱ | ۵۱ | ۵۲ | ۵۲ | ۵۲ | ۵۵ | ۵۶ | ۵۶ |
| ولورهمپتون     | ۰ | ۰ | ۰ | ۳  | ۳  | ۶  | ۹  | ۱۲ | ۱۳ | ۱۶ | ۱۶ | ۱۹ | ۲۰ | ۲۱ | ۲۱ | ۲۱ | ۲۴ | ۲۵ | ۲۵ | ۲۵ | ۲۸ | ۳۱ | ۳۴ | ۳۴ | ۳۷ | ۴۰ | ۴۰ | ۴۰ | ۴۶ | ۴۶ | ۴۹ | ۴۹ | ۴۹ | ۴۹ | ۴۹ | ۵۰ | ۵۱ | ۵۱ |

### نتایج
| میزبان↓، مهمان← | آرس | ویلا | فورد | برا | برن | چلس | کریس | اور | لیدز | لستر | لیور | سیتی | من‌یو | نیو | نور | ساوت | تات | وات | وست | ولوز |
| --------------- | --- | ---- | ---- | --- | --- | --- | ---- | --- | ---- | ---- | ---- | ---- | ---- | --- | --- | ---- | --- | --- | --- | ---- |
| آرسنال          |     | ۳–۱  | ۲–۱  | ۱–۲ | ۰–۰ | ۰–۲ | ۲–۲  | ۵–۱ | ۲–۱  | ۲–۰  | ۰–۲  | ۱–۲  | ۳–۱  | ۲–۰ | ۱–۰ | ۳–۰  | ۳–۱ | ۱–۰ | ۲–۰ | ۲–۱  |
| استون ویلا      | ۱–۰ |      | ۱–۱  | ۲–۰ | ۱–۱ | ۱–۳ | ۱–۱  | ۳–۰ | ۳–۳  | ۲–۱  | ۱–۲  | ۱–۲  | ۲–۲  | ۲–۰ | ۲–۰ | ۴–۰  | ۰–۴ | ۰–۱ | ۱–۴ | ۲–۳  |
| برنتفورد        | ۲–۰ | ۲–۱  |      | ۰–۱ | ۲–۰ | ۰–۱ | ۰–۰  | ۱–۰ | ۱–۲  | ۱–۲  | ۳–۳  | ۰–۱  | ۱–۳  | ۰–۲ | ۱–۲ | ۳–۰  | ۰–۰ | ۲–۱ | ۲–۰ | ۱–۲  |
| برایتون         | ۰–۰ | ۰–۲  | ۲–۰  |     | ۰–۳ | ۱–۱ | ۱–۱  | ۰–۲ | ۰–۰  | ۲–۱  | ۰–۲  | ۱–۲  | ۴–۰  | ۱–۱ | ۰–۰ | ۲–۲  | ۰–۲ | ۲–۰ | ۳–۱ | ۰–۱  |
| برنلی           | ۰–۱ | ۱–۳  | ۳–۱  | ۱–۲ |     | ۰–۴ | ۳–۳  | ۳–۲ | ۱–۱  | ۰–۲  | ۰–۱  | ۰–۲  | ۱–۱  | ۱–۲ | ۰–۰ | ۲–۰  | ۱–۰ | ۰–۰ | ۰–۰ | ۱–۰  |
| چلسی            | ۲–۴ | ۳–۰  | ۱–۴  | ۱–۱ | ۱–۱ |     | ۳–۰  | ۱–۱ | ۳–۲  | ۱–۱  | ۲–۲  | ۰–۱  | ۱–۱  | ۰–۱ | ۷–۰ | ۳–۱  | ۲–۰ | ۲–۱ | ۱–۰ | ۲–۲  |
| کریستال پالاس   | ۳–۰ | ۱–۲  | ۰–۰  | ۱–۱ | ۱–۱ | ۰–۱ |      | ۳–۱ | ۰–۰  | ۲–۲  | ۱–۳  | ۰–۰  | ۱–۰  | ۱–۱ | ۳–۰ | ۲–۲  | ۳–۰ | ۱–۰ | ۲–۳ | ۲–۰  |
| اورتون          | ۲–۱ | ۰–۱  | ۲–۳  | ۲–۳ | ۳–۱ | ۱–۰ | ۳–۲  |     | ۳–۰  | ۱–۱  | ۱–۴  | ۰–۱  | ۱–۰  | ۱–۰ | ۲–۰ | ۳–۱  | ۰–۰ | ۲–۵ | ۰–۱ | ۰–۱  |
| لیدز            | ۴–۱ | ۳–۰  | ۲–۲  | ۱–۱ | ۱–۳ | ۳–۰ | ۰–۱  | ۲–۲ |      | ۱–۱  | ۳–۰  | ۴–۰  | ۴–۲  | ۱–۰ | ۱–۲ | ۱–۱  | ۴–۰ | ۰–۱ | ۲–۱ | ۱–۱  |
| لستر            | ۲–۰ | ۰–۰  | ۱–۲  | ۱–۱ | ۲–۲ | ۳–۰ | ۱–۲  | ۲–۱ | ۰–۱  |      | ۰–۱  | ۱–۰  | ۲–۴  | ۰–۴ | ۰–۳ | ۱–۴  | ۳–۲ | ۲–۴ | ۲–۲ | ۰–۱  |
| لیورپول         | ۰–۴ | ۰–۱  | ۰–۳  | ۲–۲ | ۰–۲ | ۱–۱ | ۰–۳  | ۰–۲ | ۰–۶  | ۰–۲  |      | ۲–۲  | ۰–۴  | ۱–۳ | ۱–۳ | ۰–۴  | ۱–۱ | ۰–۲ | ۰–۱ | ۱–۳  |
| منچستر سیتی     | ۰–۵ | ۲–۳  | ۰–۲  | ۰–۳ | ۰–۲ | ۰–۱ | ۲–۰  | ۰–۳ | ۰–۷  | ۳–۶  | ۲–۲  |      | ۱–۴  | ۰–۵ | ۰–۵ | ۰–۰  | ۳–۲ | ۱–۵ | ۱–۲ | ۰–۱  |
| منچستر یونایتد  | ۲–۳ | ۱–۰  | ۰–۳  | ۰–۲ | ۱–۳ | ۱–۱ | ۰–۱  | ۱–۱ | ۱–۵  | ۱–۱  | ۵–۰  | ۲–۰  |      | ۱–۴ | ۲–۳ | ۱–۱  | ۲–۳ | ۰–۰ | ۰–۱ | ۱–۰  |
| نیوکاسل         | ۰–۲ | ۰–۱  | ۳–۳  | ۱–۲ | ۰–۱ | ۳–۰ | ۰–۱  | ۱–۳ | ۱–۱  | ۱–۲  | ۱–۰  | ۴–۰  | ۱–۱  |     | ۱–۱ | ۲–۲  | ۳–۲ | ۱–۱ | ۴–۲ | ۰–۱  |
| نوریچ           | ۵–۰ | ۲–۰  | ۳–۱  | ۰–۰ | ۰–۲ | ۳–۱ | ۱–۱  | ۱–۲ | ۲–۱  | ۲–۱  | ۳–۰  | ۴–۰  | ۱–۰  | ۳–۰ |     | ۱–۲  | ۵–۰ | ۳–۱ | ۴–۰ | ۰–۰  |
| ساوت‌همپتون      | ۰–۱ | ۰–۱  | ۱–۴  | ۱–۱ | ۲–۲ | ۶–۰ | ۲–۱  | ۰–۲ | ۱–۰  | ۲–۲  | ۲–۱  | ۱–۱  | ۱–۱  | ۲–۱ | ۰–۲ |      | ۱–۱ | ۲–۱ | ۰–۰ | ۱–۰  |
| تاتنهام         | ۰–۳ | ۱–۲  | ۰–۲  | ۱–۰ | ۰–۱ | ۳–۰ | ۰–۳  | ۰–۵ | ۱–۲  | ۱–۳  | ۲–۲  | ۰–۱  | ۳–۰  | ۱–۵ | ۰–۳ | ۳–۲  |     | ۰–۱ | ۱–۳ | ۲–۰  |
| واتفورد         | ۳–۲ | ۲–۳  | ۲–۱  | ۲–۰ | ۲–۱ | ۲–۱ | ۴–۱  | ۰–۰ | ۳–۰  | ۵–۱  | ۵–۰  | ۳–۱  | ۱–۴  | ۱–۱ | ۳–۰ | ۱–۰  | ۱–۰ |     | ۴–۱ | ۲–۰  |
| وستهام          | ۲–۱ | ۱–۲  | ۲–۱  | ۱–۱ | ۱–۱ | ۲–۳ | ۲–۲  | ۱–۲ | ۳–۲  | ۱–۴  | ۲–۳  | ۲–۲  | ۲–۱  | ۱–۱ | ۰–۲ | ۳–۲  | ۰–۱ | ۰–۱ |     | ۰–۱  |
| ولورهمپتون      | ۱–۰ | ۱–۲  | ۲–۰  | ۳–۰ | ۰–۰ | ۰–۰ | ۲–۰  | ۱–۲ | ۳–۲  | ۱–۲  | ۱–۰  | ۵–۱  | ۱–۰  | ۱–۲ | ۱–۱ | ۱–۳  | ۱–۰ | ۰–۴ | ۰–۱ |      |
| منبع            |     |      |      |     |     |     |      |     |      |      |      |      |      |     |     |      |     |     |     |      |

## آمار فصل

### برترین گلزنان
| بازیکن            |    | بازی | م.گ. | دقایق بازی | د/گ | باشگاه                       |
| ----------------- | -- | ---- | ---- | ---------- | --- | ---------------------------- |
| محمد صلاح         | ۲۳ | ۳۵   | ۰٫۶۶ | ۲٬۷۶۱      | ۱۲۰ | باشگاه فوتبال لیورپول        |
| سون هیونگ-مین     | ۲۳ | ۳۵   | ۰٫۶۶ | ۳٬۰۱۹      | ۱۳۱ | باشگاه فوتبال تاتنهام هاتسپر |
| کریستیانو رونالدو | ۱۸ | ۳۰   | ۰٫۶  | ۲٬۴۵۸      | ۸۲  | باشگاه فوتبال منچستر یونایتد |
| هری کین           | ۱۷ | ۳۷   | ۰٫۴۶ | ۳٬۲۳۲      | ۱۹۰ | باشگاه فوتبال تاتنهام هاتسپر |
| سادیو مانه        | ۱۶ | ۳۴   | ۰٫۴۷ | ۲٬۸۲۴      | ۱۷۷ | باشگاه فوتبال لیورپول        |
| کوین دی بروینه    | ۱۵ | ۳۰   | ۰٫۵  | ۲٬۲۰۵      | ۱۴۷ | باشگاه فوتبال منچستر سیتی    |
| دیگو ژوتا         | ۱۵ | ۳۵   | ۰٫۴۳ | ۲٬۳۷۲      | ۱۵۸ | باشگاه فوتبال لیورپول        |
| جیمی واردی        | ۱۵ | ۲۵   | ۰٫۶  | ۱٬۸۴۵      | ۱۲۳ | باشگاه فوتبال لستر سیتی      |
| ویلفرد زاها       | ۱۴ | ۳۳   | ۰٫۴۲ | ۲٬۷۶۱      | ۱۹۷ | باشگاه فوتبال کریستال پالاس  |
| رحیم استرلینگ     | ۱۳ | ۳۰   | ۰٫۴۳ | ۲٬۱۲۷      | ۱۶۴ | باشگاه فوتبال منچستر سیتی    |

### پاسورهای برتر
| بازیکن               | پ.گ. | بازی | م. پاس. گ. | د. بازی | د/پ | باشگاه                       |
| -------------------- | ---- | ---- | ---------- | ------- | --- | ---------------------------- |
| محمد صلاح            | ۱۳   | ۳۵   | ۰٫۳۷       | ۲٬۷۶۱   | ۲۱۲ | باشگاه فوتبال لیورپول        |
| ترنت الکساندر-آرنولد | ۱۲   | ۳۲   | ۰٫۳۸       | ۲٬۸۵۳   | ۲۳۸ | باشگاه فوتبال لیورپول        |
| هاروی بارنز          | ۱۰   | ۳۲   | ۰٫۳۱       | ۲٬۱۰۵   | ۲۱۱ | باشگاه فوتبال لستر سیتی      |
| جارود بوون           | ۱۰   | ۳۶   | ۰٫۲۸       | ۲٬۹۸۷   | ۲۹۹ | باشگاه فوتبال وستهام یونایتد |
| میسون ماونت          | ۱۰   | ۳۲   | ۰٫۳۱       | ۲٬۳۶۴   | ۲۳۶ | باشگاه فوتبال چلسی           |
| اندرو رابرتسون       | ۱۰   | ۲۹   | ۰٫۳۴       | ۲٬۵۴۱   | ۲۵۴ | باشگاه فوتبال لیورپول        |
| ریس جیمز             | ۹    | ۲۶   | ۰٫۳۵       | ۱٬۸۶۵   | ۲۰۷ | باشگاه فوتبال چلسی           |
| هری کین              | ۹    | ۳۷   | ۰٫۲۴       | ۳٬۲۳۲   | ۳۵۹ | باشگاه فوتبال تاتنهام هاتسپر |
| پل پوگبا             | ۹    | ۲۰   | ۰٫۴۵       | ۱٬۳۵۴   | ۱۵۰ | باشگاه فوتبال منچستر یونایتد |
| میکائیل انتونیو      | ۸    | ۳۶   | ۰٫۲۲       | ۲٬۹۷۵   | ۳۷۲ | باشگاه فوتبال وستهام یونایتد |
| کوین دی بروینه       | ۸    | ۳۰   | ۰٫۲۷       | ۲٬۲۰۵   | ۲۷۶ | باشگاه فوتبال منچستر سیتی    |

### هت-تریک‌ها
| تاریخ      | بازیکن            | گل‌ها              | میزبان         | نتیجه | مهمان          | هفته    |
| ---------- | ----------------- | ----------------- | -------------- | ----- | -------------- | ------- |
| ۱۴/۸/۲۰۲۱  | برونو فرناندز     | ۳۰' ۵۴' ۶۰'       | منچستر یونایتد | 5 - 1 | لیدز یونایتد   | هفته ۱  |
| ۱۶/۱۰/۲۰۲۱ | روبرتو فیرمینو    | ۳۷' ۵۲' ۹۰+۱'     | واتفورد        | 0 - 5 | لیورپول        | هفته ۸  |
| ۲۳/۱۰/۲۰۲۱ | میسون ماونت       | ۸' '۸۵ ۹۰+۱'      | چلسی           | 7 - 0 | نوریچ سیتی     | هفته ۹  |
| ۲۳/۱۰/۲۰۲۱ | جاشوا کینگ        | ۱۳' ۸۰' ۸۶'       | اورتون         | 2 - 5 | واتفورد        | هفته ۹  |
| ۲۴/۱۰/۲۰۲۱ | محمد صلاح         | ۳۸' ۴۵+۵' ۵۰'     | منچستر یونایتد | 0 - 5 | لیورپول        | هفته ۹  |
| ۶/۱/۲۰۲۲   | جک هریسون         | ۱۰' ۳۷' ۶۰'       | وستهام یونایتد | 2 - 3 | لیدز یونایتد   | هفته ۲۲ |
| ۱۲/۲/۲۰۲۲  | رحیم استرلینگ     | ۳۱' ۷۰' ۹۰'       | نوریچ سیتی     | 0 - 4 | منچستر سیتی    | هفته ۲۵ |
| ۵/۳/۲۰۲۲   | ایوان تونی        | ۳۲' '۵۲ '58       | نوریچ سیتی     | 1 - 3 | برنتفورد       | هفته ۲۸ |
| ۱۲/۳/۲۰۲۲  | کریستیانو رونالدو | ۱۲' ۳۸' ۸۱'       | منچستر یونایتد | 3 - 2 | تاتنهام هاتسپر | هفته ۲۹ |
| ۹/۴/۲۰۲۲   | سون هیونگ-مین     | ۳' ۶۶' ۷۱'        | استون ویلا     | 0 - 4 | تاتنهام هاتسپر | هفته ۳۲ |
| ۱۶/۴/۲۰۲۲  | کریستیانو رونالدو | ۷' ۳۲' ۷۶'        | منچستر یونایتد | 3 - 2 | نوریچ سیتی     | هفته ۳۳ |
| ۲۳/۴/۲۰۲۲  | گابریل ژسوس       | ۴' ۲۳' '۴۹ ۵۳'    | منچستر سیتی    | 5 - 1 | واتفورد        | هفته ۳۴ |
| ۱۱/۵/۲۰۲۲  | کوین دی بروینه    | ۷', ۱۶', ۲۴', ۶۰' | ولورهمپتون     | 1 - 5 | منچستر سیتی    | هفته ۳۳ |

### گل‌به‌خودی‌ها
| تاریخ      | بازیکن                | دقیقه      | میزبان          | نتیجه | مهمان          | هفته    |
| ---------- | --------------------- | ---------- | --------------- | ----- | -------------- | ------- |
| ۲۱/۸/۲۰۲۱  | تیم کرول              | ۱–۰, '۷    | منچستر سیتی     | 5 - 0 | نوریچ          | هفته ۲  |
| ۲۲/۸/۲۰۲۱  | فرد                   | ۱–۰, '۳۰   | ساوت‌همپتون      | 1 - 1 | منچستر یونایتد | هفته ۲  |
| ۱۱/۹/۲۰۲۱  | Francisco Sierralta   | ۰–۱, '۷۴   | واتفورد         | 0 - 2 | ولورهمپتون     | هفته ۴  |
| ۱۸/۹/۲۰۲۱  | لوکا دینیه            | ۲–۰, '۶۹   | استون ویلا      | 3 - 0 | اورتون         | هفته ۵  |
| ۲۵/۹/۲۰۲۱  | جونیور فیرپو          | ۱–۱, '۶۷   | لیدز            | 1 - 2 | وستهام         | هفته ۶  |
| ۲۵/۹/۲۰۲۱  | جیمی واردی            | ۰–۱, '۱۲   | لستر            | 2 - 2 | برنلی          | هفته ۶  |
| ۳/۱۰/۲۰۲۱  | مت تارگت              | ۲–۱, '۷۱   | تاتنهام         | 2 - 1 | استون ویلا     | هفته ۷  |
| ۱۷/۱۰/۲۰۲۱ | اریک دایر             | ۲–۳, '۸۹   | نیوکاسل         | 2 - 3 | تاتنهام        | هفته ۸  |
| ۲۳/۱۰/۲۰۲۱ | مکس آرونز             | ۵–۰, '۶۲   | چلسی            | 7 - 0 | نوریچ          | هفته ۹  |
| ۶/۱۱/۲۰۲۱  | اریک بایی             | ۰–۱, '۷    | منچستر یونایتد  | 0 - 2 | منچستر سیتی    | هفته ۱۱ |
| ۷/۱۱/۲۰۲۱  | الیسون بکر            | ۱–۰, '۴    | وستهام          | 3 - 2 | لیورپول        | هفته ۱۱ |
| ۲۰/۱۱/۲۰۲۱ | جمال لسلز             | ۲–۳, '۶۱   | نیوکاسل         | 3 - 3 | برنتفورد       | هفته ۱۲ |
| ۲/۱۲/۲۰۲۱  | سرگی کانوس            | ۱–۰, '۱۲   | تاتنهام         | 2 - 0 | برنتفورد       | هفته ۱۴ |
| ۲۶/۱۲/۲۰۲۱ | ریس جیمز              | ۱–۰, '۲۸   | استون ویلا      | 1 - 3 | چلسی           | هفته ۱۹ |
| ۳۰/۱۲/۲۰۲۱ | بن می                 | ۲–۰, '۲۷   | منچستر یونایتد  | 3 - 1 | برنلی          | هفته ۲۰ |
| ۱۱/۱/۲۰۲۲  | آلوارو فرناندز یورنته | ۲–۱, '۳۷   | ساوت‌همپتون      | 4 - 1 | برنتفورد       | هفته ۱۸ |
| ۱۴/۱/۲۰۲۲  | یواکیم اندرسن         | ۱–۱, '۸۸   | برایتون         | 1 - 1 | کریستال پالاس  | هفته ۲۲ |
| ۱۵/۱/۲۰۲۲  | مایکل کین             | ۱–۰, '۱۶   | نوریچ           | 2 - 1 | اورتون         | هفته ۲۲ |
| ۲۱/۱/۲۰۲۲  | یورای کوتسکا          | ۰–۳, '۹۰+۲ | واتفورد         | 0 - 3 | نوریچ          | هفته ۲۳ |
| ۸/۲/۲۰۲۲   | جمال لسلز             | ۰–۱, '۳۶   | نیوکاسل         | 3 - 1 | اورتون         | هفته ۲۴ |
| ۸/۲/۲۰۲۲   | میسون هولگیت          | ۱–۱, '۳۷   | نیوکاسل         | 3 - 1 | اورتون         | هفته ۲۴ |
| ۹/۲/۲۰۲۲   | یان بدنارک            | ۱–۰, '۱۸   | تاتنهام         | 2 - 3 | ساوت‌همپتون     | هفته ۲۴ |
| ۲۴/۲/۲۰۲۲  | خوزه سه               | ۲–۱, '۹۰+۵ | آرسنال          | 2 - 1 | ولورهمپتون     | هفته ۲۰ |
| ۷/۳/۲۰۲۲   | مایکل کین             | ۱–۰, '۱۴   | تاتنهام         | 5 - 0 | اورتون         | هفته ۲۸ |
| ۱۰/۳/۲۰۲۲  | Cucho Hernández       | ۲–۰, '۱۸   | ولورهمپتون      | 4 - 0 | واتفورد        | هفته ۱۹ |
| ۱۲/۳/۲۰۲۲  | هری مگوایر            | ۲–۲, '۷۲   | منچستر یونایتد  | 3 - 2 | تاتنهام        | هفته ۲۹ |
| ۲۰/۳/۲۰۲۲  | کورت زوما             | ۱–۰, '۹    | تاتنهام         | 3 - 1 | وستهام         | هفته ۳۰ |
| ۲۴/۴/۲۰۲۲  | محمد سالیسو           | ۲–۰, '۴۴   | برایتون         | 2 - 2 | ساوت‌همپتون     | هفته ۳۴ |
| ۳۰/۴/۲۰۲۲  | جیمز تارکووسکی        | ۱–۰, '۸    | واتفورد         | 1 - 2 | برنلی          | هفته ۳۵ |
| ۱۵/۵/۲۰۲۲  | ولادمیر کوفال         | ۲–۲, '۶۹   | وستهام یونایتد  | 2 - 2 | منچستر سیتی    | هفته ۳۷ |
| ۱۵/۵/۲۰۲۲  | شیموس کولمن           | ۱–۱, '۳۷   | اورتون          | 2 - 3 | برنتفورد       | هفته ۳۷ |
| ۱۶/۵/۲۰۲۲  | بن وایت               | ۱–۰, '۵۵   | نیوکاسل یونایتد | 2 - 0 | آرسنال         | هفته ۳۷ |

### کلین‌شیت‌ها
| بازیکن        | باشگاه         | کلین‌شیت | بازی | %ک.ش. | گ.خ. | م.گ.خ. | دفع | %دفع  |
| ------------- | -------------- | ------- | ---- | ----- | ---- | ------ | --- | ----- |
| الیسون بکر    | لیورپول        | 20      | 36   | 55.6% | 24   | 0.667  | 76  | 76%   |
| ادرسون مورائس | منچستر سیتی    | 20      | 37   | 54.1% | 26   | 0.703  | 46  | 69.8% |
| هوگو لوریس    | تاتنهام هاتسپر | 16      | 25   | 42.1% | 40   | 1.053  | 98  | 71%   |
| ادوارد مندی   | چلسی           | 14      | 26   | 41.2% | 31   | 0.912  | 73  | 70.2% |
| ارون رمسدیل   | آرسنال         | 12      | 34   | 35.3% | 39   | 1.147  | 90  | 69.8% |

### انضباط
| بازیکن         | باشگاه         |    | بازی | م.ک. | ٪.    |
| -------------- | -------------- | -- | ---- | ---- | ----- |
| جونیور فیرپو   | لیدز یونایتد   | 11 | 24   | 0.46 | 45.8% |
| تایرون مینگز   | استون ویلا     | 11 | 36   | 0.31 | 30.6% |
| جیمز تارکووسکی | برنلی          | 11 | 35   | 0.31 | 31.4% |
| یان بدنارک     | ساوت‌همپتون     | 10 | 31   | 0.32 | 32.3% |
| ییوس بیسوما    | برایتون        | 10 | 26   | 0.38 | 38.5% |
| برونو فرناندز  | منچستر یونایتد | 10 | 36   | 0.28 | 27.8% |

| بازیکن | باشگاه | Red card | بازی | م.ک. | ٪.   |
| --- | --- | -------- | ---- | ---- | ---- |
| رائول خیمنز | ولورهمپتون | 2        | 34   | 0.06 | 5.9% |
| عزری کنسا | استون ویلا | 2        | 29   | 0.07 | 6.9% |
| ۳۹ بازیکن - میکائیل انتونیو لوک آیلینگ شاندون باپتیست جارد برنثویت سرگی کانوس کیاران کلارک Nathan Collins Vladímir Coufal جاش داسیلوا کریگ داوسون Emmanuel Dennis Gabriel Magalhães لوئیس دانک بن گیبسون راب هلدینگ میسون هولگیت Daniel James Reece James Hassane Kamara Michael Keane جان‌جو کنی یورای کوتسکا ایمریک لاپورت Matthew Lawton هری مگوایر Allan گابریل مارتینلی آیوزه پرز پل پوگبا اندرو رابرتسون سالومون روندون محمد سالیسو روبرت سانچز جونجو شلوی Pascal Struijk جفت تانگانگا جیمز وارد پروس گرانیت ژاکا ویلفرد زاها | ۳۹ بازیکن - میکائیل انتونیو لوک آیلینگ شاندون باپتیست جارد برنثویت سرگی کانوس کیاران کلارک Nathan Collins Vladímir Coufal جاش داسیلوا کریگ داوسون Emmanuel Dennis Gabriel Magalhães لوئیس دانک بن گیبسون راب هلدینگ میسون هولگیت Daniel James Reece James Hassane Kamara Michael Keane جان‌جو کنی یورای کوتسکا ایمریک لاپورت Matthew Lawton هری مگوایر Allan گابریل مارتینلی آیوزه پرز پل پوگبا اندرو رابرتسون سالومون روندون محمد سالیسو روبرت سانچز جونجو شلوی Pascal Struijk جفت تانگانگا جیمز وارد پروس گرانیت ژاکا ویلفرد زاها | 1        |      |      |      |

| باشگاه                 |     | بازی | م.ک. |
| ---------------------- | --- | ---- | ---- |
| لیدز یونایتد           | 101 | 38   | 2.66 |
| استون ویلا             | 79  | 38   | 2.08 |
| نیوکاسل یونایتد        | 79  | 38   | 2.08 |
| اورتون                 | 78  | 38   | 2.05 |
| منچستر یونایتد         | 75  | 38   | 1.97 |
| برایتون اند هوو آلبیون | 73  | 38   | 1.92 |
| برنلی                  | 68  | 38   | 1.79 |

| باشگاه       | Red card | بازی | م.ک. |
| ------------ | -------- | ---- | ---- |
| اورتون       | 6        | 38   | 0.16 |
| آرسنال       | 4        | 38   | 0.13 |
| استون ویلا   | 3        | 38   | 0.11 |
| برنتفورد     | 3        | 38   | 0.11 |
| لیدز یونایتد | 3        | 38   | 0.11 |

## جوایز

### جوایز ماهانه
| ماه     | مربی ماه            | مربی ماه    | بازیکن ماه           | بازیکن ماه     | گل ماه            | گل ماه          | منبع                    |
| ماه     | مربی                | تیم         | بازیکن               | تیم            | بازیکن            | تیم             | منبع                    |
| ------- | ------------------- | ----------- | -------------------- | -------------- | ----------------- | --------------- | ----------------------- |
| اوت     | نونو اسپیریتو سانتو | تاتنهام     | میکائیل انتونیو      | وستهام         | دنی اینگز         | استون ویلا      | [ ۹۶ ] [ ۹۷ ] [ ۹۸ ]    |
| سپتامبر | میکل آرتتا          | آرسنال      | کریستیانو رونالدو    | منچستر یونایتد | اندروس تاونزند    | اورتون          | [ ۹۹ ] [ ۱۰۰ ] [ ۱۰۱ ]  |
| اکتبر   | توماس توخل          | چلسی        | محمد صلاح            | لیورپول        | محمد صلاح         | لیورپول         | [ ۱۰۲ ] [ ۱۰۳ ] [ ۱۰۴ ] |
| نوامبر  | پپ گواردیولا        | منچستر سیتی | ترنت الکساندر-آرنولد | لیورپول        | رودری             | منچستر سیتی     | [ ۱۰۵ ] [ ۱۰۶ ] [ ۱۰۷ ] |
| دسامبر  | پپ گواردیولا        | منچستر سیتی | رحیم استرلینگ        | منچستر سیتی    | الکساندر لاکازت   | آرسنال          | [ ۱۰۸ ] [ ۱۰۹ ] [ ۱۱۰ ] |
| ژانویه  | برونو لاژه          | ولورهمپتون  | داوید د خیا          | منچستر یونایتد | ماتئو کواچیچ      | چلسی            | [ ۱۱۱ ] [ ۱۱۲ ] [ ۱۱۳ ] |
| فوریه   | ادی هوو             | نیوکاسل     | ژوئل متیپ            | لیورپول        | ویلفرد زاها       | کریستال پالاس   | [ ۱۱۴ ] [ ۱۱۵ ] [ ۱۱۶ ] |
| مارس    | میکل آرتتا          | آرسنال      | هری کین              | تاتنهام        | کریستیانو رونالدو | منچستر یونایتد  | [ ۱۱۷ ] [ ۱۱۸ ] [ ۱۱۹ ] |
| آوریل   | مایکل جکسون         | برنلی       | کریستیانو رونالدو    | منچستر یونایتد | میگل آلمیرون      | نیوکاسل یونایتد | [ ۱۲۰ ] [ ۱۲۱ ] [ ۱۲۲ ] |

## نقل و انتقالات

### گرانترین نقل و انتقالات تابستانی
| بازیکن          | باشگاه مقصد                  | باشگاه مبدا                          | قیمت (€)    | منبع    |
| --------------- | ---------------------------- | ------------------------------------ | ----------- | ------- |
| جک گریلیش       | باشگاه فوتبال منچستر سیتی    | باشگاه فوتبال استون ویلا             | ۱۱۷٫۵۰۰٫۰۰۰ | [ ۱۲۳ ] |
| روملو لوکاکو    | باشگاه فوتبال چلسی           | باشگاه فوتبال اینتر میلان            | ۱۱۵٫۰۰۰٫۰۰۰ | [ ۱۲۴ ] |
| جیدون سانچو     | باشگاه فوتبال منچستر یونایتد | باشگاه فوتبال بروسیا دورتموند        | ۸۵٫۰۰۰٫۰۰۰  | [ ۱۲۵ ] |
| بن وایت         | باشگاه فوتبال آرسنال         | باشگاه فوتبال برایتون اند هوو آلبیون | ۵۸٫۵۰۰٫۰۰۰  | [ ۱۲۶ ] |
| رافائل واران    | باشگاه فوتبال منچستر یونایتد | باشگاه فوتبال رئال مادرید            | ۴۰٫۰۰۰٫۰۰۰  | [ ۱۲۷ ] |
| ابراهاما کوناته | باشگاه فوتبال لیورپول        | باشگاه فوتبال لایپزیگ                | ۴۰٫۰۰۰٫۰۰۰  | [ ۱۲۸ ] |
| امی بوئندیا     | باشگاه فوتبال استون ویلا     | باشگاه فوتبال نوریچ سیتی             | ۳۸٫۴۰۰٫۰۰۰  | [ ۱۲۹ ] |
| مارتین اودگارد  | باشگاه فوتبال آرسنال         | باشگاه فوتبال رئال مادرید            | ۳۵٫۰۰۰٫۰۰۰  | [ ۱۳۰ ] |
| کورت زوما       | باشگاه فوتبال وستهام یونایتد | باشگاه فوتبال چلسی                   | ۳۵٫۰۰۰٫۰۰۰  | [ ۱۳۱ ] |
| لئون بیلی       | باشگاه فوتبال استون ویلا     | باشگاه فوتبال بایر ۰۴ لورکوزن        | ۳۲٫۰۰۰٫۰۰۰  | [ ۱۳۲ ] |

## ترکیب تیم قهرمان
طبق قوانین لیگ برتر، زمانی که بازیکنی حداقل پنج بازی لیگ برتر را برای باشگاه قهرمان انجام دهد، مدال رسمی قهرمانی را دریافت می‌کند. با در نظر گرفتن این موضوع، فقط بازیکنان زیر به عنوان قهرمانان انگلیس در فصل ۲۰۲۱/۲۲ محسوب می‌شوند.
تعداد بازی‌ها و گل‌های هر بازیکن در پرانتز آمده‌است. (گل‌ها/بازی‌ها)
| ۱. | منچستر سیتی | ترکیب اصلی (۳–۳–۴)                                                        |
|    | - دروازه‌بان - ادرسون مورائس (۳۶/۰) - مدافعان - ناتان آکه (۱۴/۲)؛ ژوآو کانسلو (۳۶/۱)؛ روبن دیاز (۲۹/۲)؛ ایمریک لاپورت (۳۳/۴)؛ الکساندر زینچنکو (۱۵/۰)؛ جان استونز (۱۴/۱)؛ کایل واکر (۲۰/۰) - هافبک‌ها - کوین دی بروینه (۳۰/۱۵)؛ فرناندینیو (۱۹/۲)؛ فیل فودن (۲۸/۹)؛ جک گریلیش (۲۶/۳)؛ ایلکای گوندوغان (۲۷/۸)؛ رودری (۳۳/۷)؛ برناردو سیلوا (۳۵/۸) - مهاجمان - گابریل ژسوس (۲۸/۸)؛ ریاض محرز (۲۸/۱۱)؛ رحیم استرلینگ (۳۰/۱۳) - سرمربی: پپ گواردیولا | ادرسون لاپورت دیاش کانسلو واکر رودری دی بروینه سیلوا گریلیش استرلینگ فودن |
|    | - دروازه‌بان - ادرسون مورائس (۳۶/۰) - مدافعان - ناتان آکه (۱۴/۲)؛ ژوآو کانسلو (۳۶/۱)؛ روبن دیاز (۲۹/۲)؛ ایمریک لاپورت (۳۳/۴)؛ الکساندر زینچنکو (۱۵/۰)؛ جان استونز (۱۴/۱)؛ کایل واکر (۲۰/۰) - هافبک‌ها - کوین دی بروینه (۳۰/۱۵)؛ فرناندینیو (۱۹/۲)؛ فیل فودن (۲۸/۹)؛ جک گریلیش (۲۶/۳)؛ ایلکای گوندوغان (۲۷/۸)؛ رودری (۳۳/۷)؛ برناردو سیلوا (۳۵/۸) - مهاجمان - گابریل ژسوس (۲۸/۸)؛ ریاض محرز (۲۸/۱۱)؛ رحیم استرلینگ (۳۰/۱۳) - سرمربی: پپ گواردیولا | ادرسون لاپورت دیاش کانسلو واکر رودری دی بروینه سیلوا گریلیش استرلینگ فودن |

## یادداشت
1. ↑  پیر امریک اوبامیانگ تا ۱۴ دسامبر ۲۰۲۱ کاپیتان باشگاه آرسنال بود، تا آنکه به دلیل یک تخلف انضباطی از کاپیتانی محروم شد؛[۸] پس از آن در ۱ فوریه توسط باشگاه آزاد شد. بازوبند کاپیتانی تا اوایل فوریه به الکساندر لاکازت واگذار شد،[۹] و در همان ماه، او رسما کاپیتان تیم شد.[۱۰]
2. 1 2  Three و هیوندای حمایت مالی خود را از چلسی در پاسخ به تحریم‌های اعمال شده بر باشگاه و رومن آبراموویچ پس از تهاجم روسیه به اوکراین به حالت تعلیق درآوردند.[۲۳]
3. ↑  تروی دینی از ابتدای فصل کاپیتان واتفورد بود، اما در ۳۰ اوت باشگاه را ترک کرد. در حالی که هنوز رسما یک کاپیتان جایگزین از سوی باشگاه معرفی نشده است، موسی سیسوکو فعلا کاپیتان است.
4. 1 2  از آنجایی که لیورپول، به عنوان قهرمان جام حذفی ۲۰۲۲ و قهرمان جام اتحادیه ۲۲–۲۰۲۱، از طریق لیگ سهمیه لیگ قهرمانان اروپا را به دست آورد، سهمیه حضور در مرحله گروهی لیگ اروپا که به قهرمان جام حذفی اهدا می‌شد به تیم ششم رسید و سهمیه حضور در مرحله پلی-آف لیگ کنفرانس اروپا که به قهرمان جام اتحادیه اهدا می‌شد، به تیم هفتم رسید.[۹۴]